# Wszemir
Wszemir, Wszemiar, Świemir, Siemir, Siemar – staropolskie imię męskie, złożone z członu Wsze- („wszystek, każdy, zawsze”) w różnych wersjach nagłosowych, oraz członu -mir („pokój, spokój, dobro”).
W XXI wieku jest to imię rzadkie. W styczniu 2024 w rejestrze PESEL, wśród publicznie dostępnych danych dotyczących osób żyjących, wykazano 2 mężczyzn o imieniu Wszemir nadanym jako imię drugie.
Wszemir imieniny obchodzi 21 maja i 18 grudnia.

## Imię Wszemir w innych językach
- czeski – Všemir[1]